# Ilex scopulorum
Ilex scopulorum är en järneksväxtart som beskrevs av Carl Sigismund Kunth. Ilex scopulorum ingår i släktet järnekar, och familjen järneksväxter. Inga underarter finns listade i Catalogue of Life.